# Svetlana Alilúyeva
Svetlana Alilúyeva, nacida bajo el nombre de Svetlana Iósifovna Stálina y fallecida con el nombre de Lana Peters (28 de febrero de 1926 - 22 de noviembre de 2011; en ruso: Светлана Иосифовна Сталина, en georgiano: სვეტლანა ალილუევა), fue la única hija de Iósif Stalin. Escritora, naturalizada en los Estados Unidos, conmocionó a la opinión pública internacional al refugiarse en este país en 1967.

## Biografía

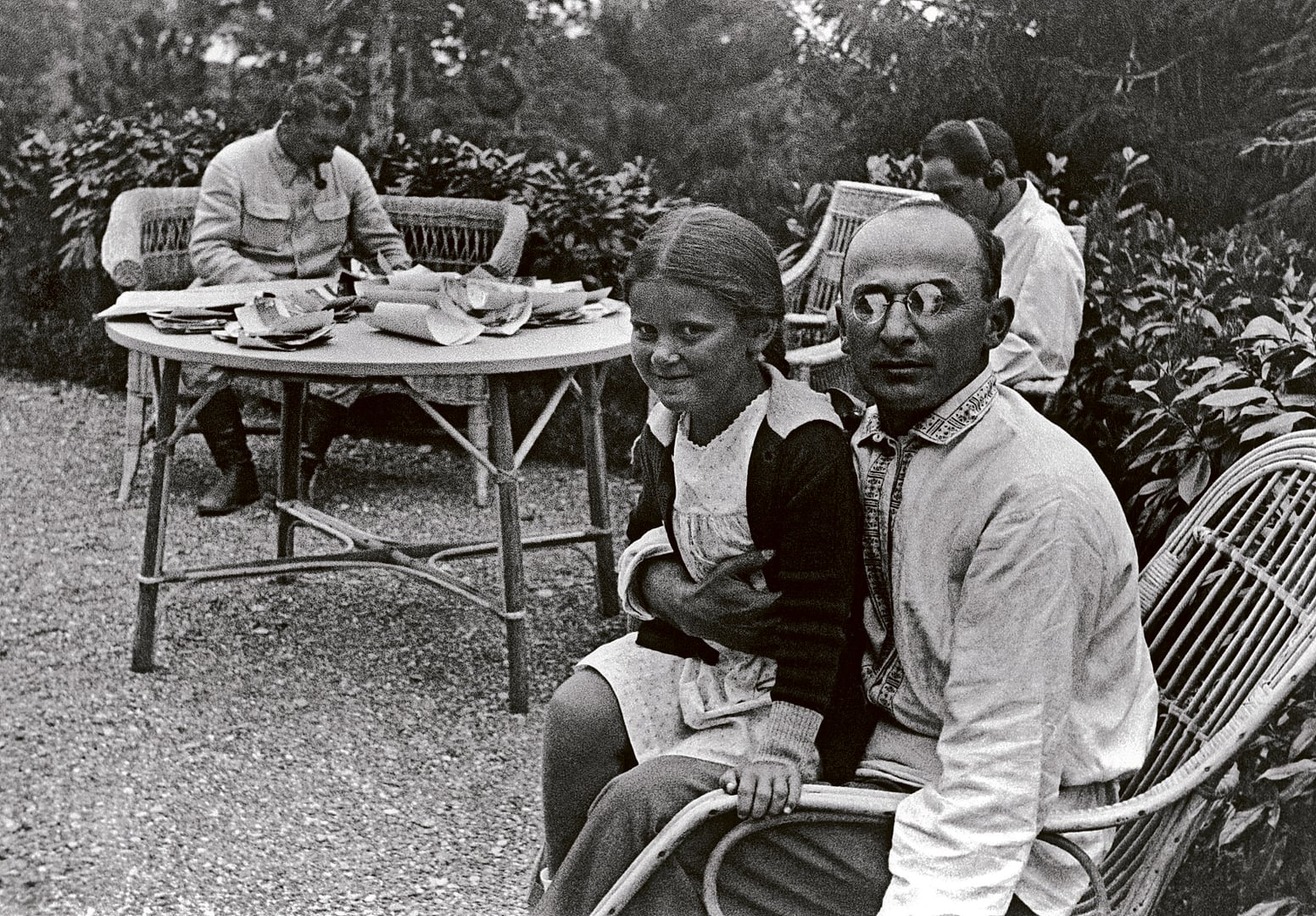
Lavrenti Beria con Svetlana y Stalin detrás. Año 1931.

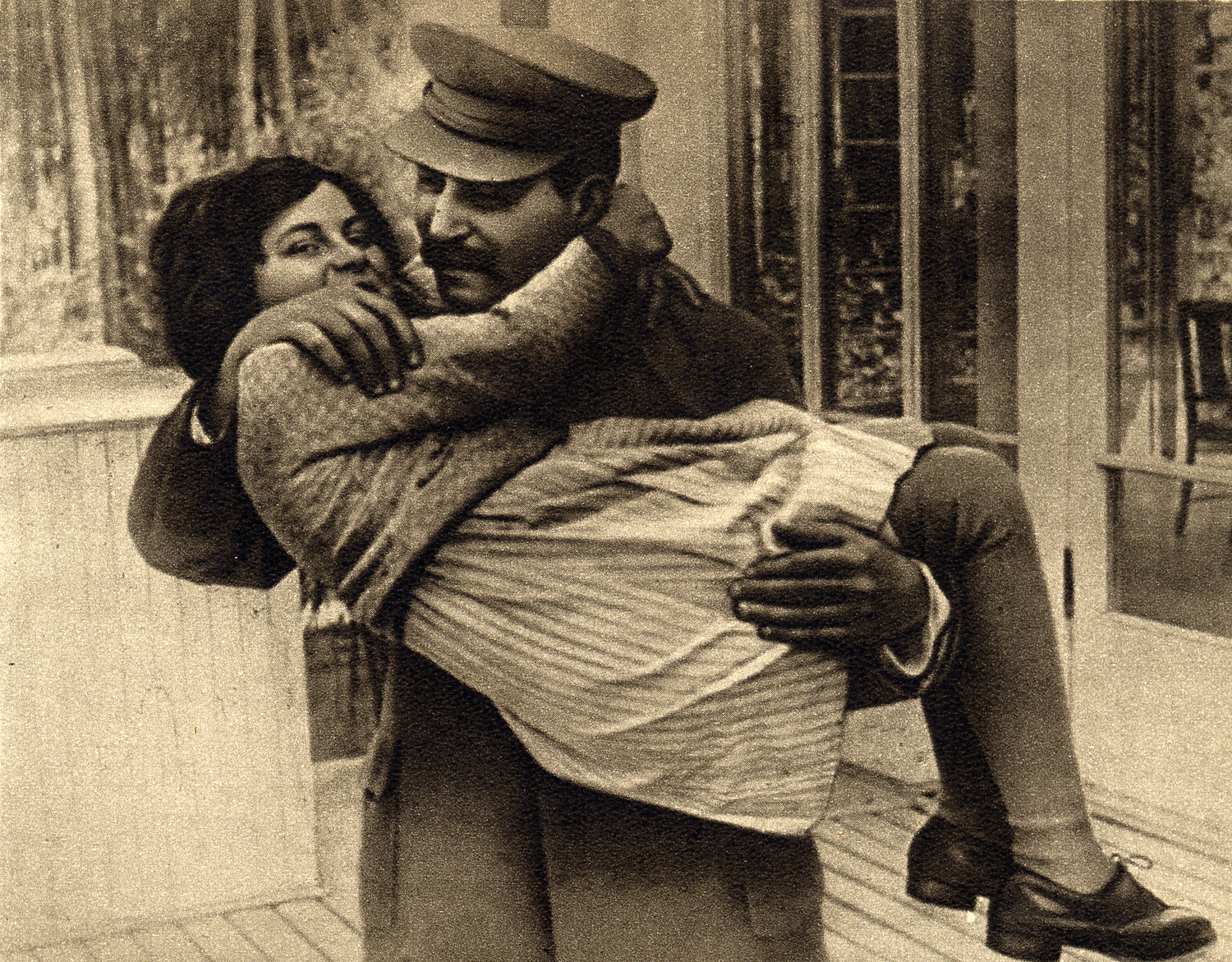
Svetlana en brazos de su padre Stalin en 1935

### Juventud y familia
Svetlana nació el 28 de febrero de 1926. Su madre, Nadezhda Allilúyeva (la segunda esposa de Stalin), murió el 9 de noviembre de 1932, cuando Svetlana tenía 6 años de edad. La causa de muerte oficial fue apendicitis; aunque algunas teorías sostienen que se suicidó o incluso que pudo haber sido asesinada.
Tuvo dos hermanos varones: Yákob y Vasili, siendo ella la menor. Como casi todos los hijos de altos oficiales soviéticos, Svetlana fue criada por una niñera y pocas veces vio a sus padres. Sin embargo, inicialmente mantuvo una buena relación con su padre, que se fue deteriorando a medida que crecía y se volvía una persona independiente. Stalin llamaba a su hija «pequeño gorrión» o «pequeña mariposa».
Svetlana se enamoró a los 16 años del guionista de cine judío Alekséi Kápler, de 40 años. Posteriormente, Kápler fue condenado al exilio en la ciudad polar de Vorkutá durante diez años, y se especula que fue debido a haber conocido a Svetlana. Mientras estudiaba Historia en la Universidad de Moscú, a los 17 años de edad, se enamoró de Grigori Morózov, también judío. Su padre se opuso a la boda, pero terminaron casándose. En 1945 Svetlana dio a luz a Iósif. En 1948 Morózov y Svetlana se divorciaron. En aquellos años, padre e hija casi no se veían. De hecho, Stalin conoció a su nieto Iósif cuando este tenía 4 años. En 1949, a instancias de su padre, Svetlana se casó por segunda vez con Yuri Zhdánov (hijo de Andréi Zhdánov), quien adoptó al hijo de esta del primer matrimonio. Al poco tiempo de dar a luz a Yekaterina en 1950, se divorciaron.
Cuando Stalin murió en 1953, Svetlana adoptó el apellido de su madre y trabajó como maestra y traductora en Moscú. El 20 de mayo de 1962 fue bautizada en la fe ortodoxa.

### Viaje a la India y deserción
En 1963 se enamoró en Moscú del intelectual comunista indio Brajesh Singh. En 1965 intentaron casarse, pero no se les permitió debido a que la ley vigente no permitía a los soviéticos casarse con extranjeros. Singh murió en 1966 y Svetlana obtuvo permiso para viajar a la India a dejar las cenizas de Singh con su familia, para luego verterlas en el Ganges. En los dos meses que estuvo allí, pudo observar las costumbres locales y quedó encantada del lugar y de su gente. Fue en diciembre de 1966 cuando Svetlana vio por última vez a sus hijos Iósif y Yekatenina, quienes por entonces contaban con 18 y 16 años años de edad respectivamente.
El 6 de marzo de 1967 solicitó que se le permitiera permanecer en la India al embajador soviético en Nueva Delhi, Iván Benediktov; pero ante la insistencia del embajador en que volviera a la Unión Soviética y pensando en que no se le permitiría salir de nuevo de su país, Svetlana se dirigió a la embajada de los Estados Unidos y pidió asilo político al embajador Chester Bowles. Pronto la noticia causaría gran polémica a nivel mundial, debido a que en Estados Unidos se desconocía que Stalin tuviese una hija y, además, justo en ese momento, la Unión Soviética y los Estados Unidos se encontraban en negociaciones para abrir consulados en ambos países.
Fue el hijo de Singh, que vivía en Seattle, quien le sugirió a Svetlana que fuese a Estados Unidos, obtuviese la nacionalidad y luego regresara a la India. Asimismo, Svetlana aseguró que uno de los motivos para desertar fue el tratamiento que las autoridades soviéticas dieron a Singh. Después de obtener asilo, se le urgió a que abandonara la India inmediatamente para ir a Suiza, con el fin de evitar un incidente internacional. Después de pasar seis semanas en Suiza, se dirigió finalmente a los Estados Unidos. Svetlana dejaría en la Unión Soviética a sus entonces dos hijos: Iósif y Yekaterina. Uno de ellos renegó de su madre.

### Vida en Estados Unidos

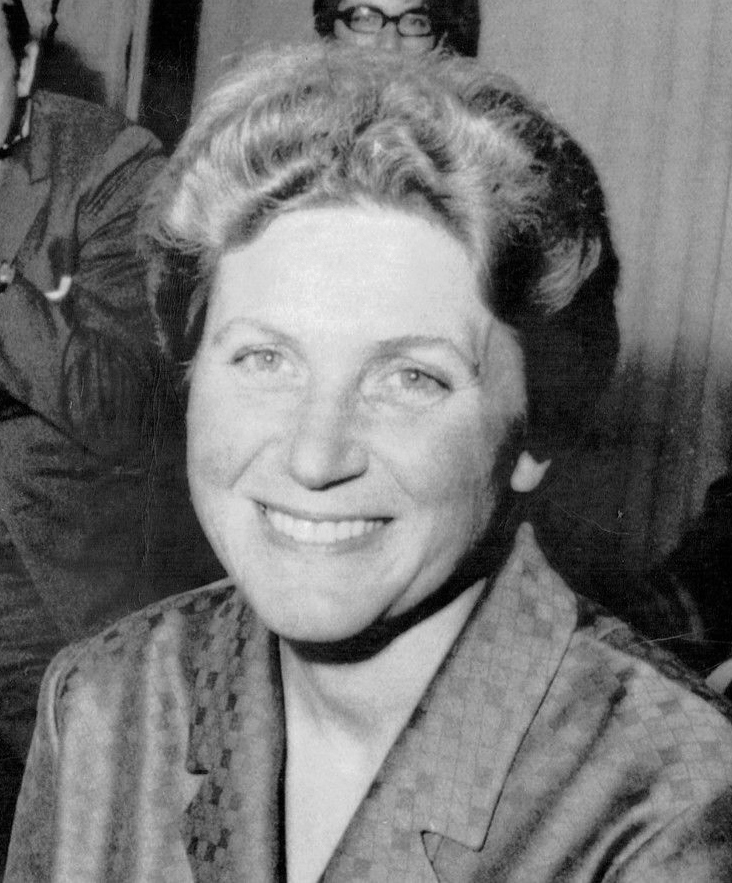
Svetlana Alilúyeva en 1967

Finalmente, el 21 de abril de 1967, llegó al estado de Nueva Jersey. Una vez en suelo estadounidense, Svetlana ofreció una conferencia de prensa denunciando los excesos cometidos por el gobierno soviético. El lanzamiento de su autobiografía Rusia, mi padre y yo (Veinte cartas a un amigo) debería coincidir con el 50.º aniversario de la Revolución de Octubre, pero debido a las protestas por parte de la Unión Soviética, el lanzamiento fue adelantado. Las ventas de esta obra le permitirían disfrutar de una desahogada posición económica. El libro fue traducido a 23 idiomas, y recibió en su momento numerosos premios.
Debido al escándalo político desatado por la huida de Svetlana, la Unión Soviética invocó la garantía por parte de los Estados Unidos de que cualquier figura de alto rango de su país que pidiera asilo debía ser interrogada primero por oficiales soviéticos. De igual manera, los líderes soviéticos trataron de desacreditarla, tachándola de ser una «persona enferma» y «moralmente inestable».
Desde que se instaló en los Estados Unidos, Svetlana se dedicó realizar obras benéficas y a dar apoyo económico a diversas organizaciones, como un hospital en la India con el nombre de su amado Brajesh: el Brajesh Singh Memorial Hospital. En 1969 el Gobierno soviético le revocó la ciudadanía, acusándola de «mala conducta y difamar a la ciudadanía», un crimen establecido en 1938 durante el mandato de Stalin.
En 1970 Svetlana recibió una invitación de la viuda de Frank Lloyd Wright, Olgivanna, para visitar su casa en Arizona. Allí, Svetlana se enteró de que Olgivanna creía que Svetlana era el reemplazo espiritual de su hija, también llamada Svetlana, que había muerto en un accidente de tráfico. Svetlana no solo aceptó esta idea, sino que también se casó con el viudo de la Svetlana muerta, William Wesley Peters y se cambió el nombre a Lana Peters. La pareja tuvo en 1971 una hija llamada Olga, pero finalmente se divorciaron. En 1982 se mudó con su hija Olga a Cambridge, Inglaterra, donde se convirtió a la fe católica.Fue a través de un sacerdote católico: padre Giovanni Garbolino, que bajo su guía, en diciembre de 1982, la hija de Joseph Stalin se convirtió a la fe católica.
“Sólo ahora comprendo la maravillosa gracia que producen los sacramentos de la Penitencia y la Sagrada Eucaristía, no importa qué día del año, e incluso a diario. Antes, no estaba dispuesta a perdonar y arrepentirme, y nunca pude amar a mis enemigos. Pero me siento muy diferente a antes, ya que asisto a misa todos los días”, recordaba.
En 1984 regresó a la Unión Soviética para reencontrarse con su familia, negando todo lo que había dicho en Estados Unidos y afirmando que no había gozado ni de un día de libertad en Occidente. Entonces, la Corte Suprema Soviética le devolvió la ciudadanía, aunque las autoridades soviéticas les confiscaron los pasaportes estadounidenses a ella y a su hija Olga. El reencuentro con su hijo Iósif fue distante y nunca se reencontró con Yekaterina. Sin embargo, dos años después regresó a los Estados Unidos arrepintiéndose de lo que había dicho y asegurando que fue una mala traducción. En diciembre de 1984 se estableció en Tiflis, Georgia. En 1986 Svetlana regresó a los Estados Unidos, y luego viajó a Bristol, Inglaterra, en los años 1990.
En 1991 intentó suicidarse. Durante sus últimos años de vida residió en un hogar de la tercera edad en el condado de Richland, Wisconsin. Durante esta época, criticó al líder ruso Vladímir Putin por estar aparentemente imitando el culto a la personalidad que ejerció su padre.

### Muerte
Murió el 22 de noviembre de 2011 en el condado de Richland, Wisconsin (EE. UU.) a los 85 años de edad, víctima de un cáncer de colon. Su muerte fue anunciada el 28 de noviembre de 2011. El propietario de una funeraria local dijo a los periodistas que hacía unos meses que la hija de Lana Peters había ido a Richland para preparar el papeleo en caso de la muerte de su madre y, a pedido de ella, el cuerpo de Svetlana Alliluyeva fue incinerado y enviado a Portland, Oregón. Se desconocen la fecha y el lugar exacto del entierro.
Según la escritora checa Monika Zgustova, Svetlana pasó de ser estrictamente vigilada por la KGB a ser espiada por la CIA, así como también de estar constantemente acosada por la prensa. Zgustova declaró acerca de Svetlana: «Fue una víctima de su padre, de la sociedad y de sí misma».